# Cortinarius coneae
Cortinarius coneae är en svampart som först beskrevs av Roger Heim, och fick sitt nu gällande namn av Peintner & M.M. Moser 2002. Cortinarius coneae ingår i släktet Cortinarius och familjen spindlingar.   Inga underarter finns listade i Catalogue of Life.